# كريستين باكلي
كريستين باكلي (بالإنجليزية: Kristen Buckley)‏ (9 يونيو 1968، نيويورك في الولايات المتحدة)؛ كاتبة سيناريو وروائية أمريكية.

## روابط خارجية
- كريستين باكلي على موقع IMDb (الإنجليزية)
- كريستين باكلي على موقع أول موفي (الإنجليزية)
- كريستين باكلي على موقع قاعدة بيانات الأفلام السويدية (السويدية)
- كريستين باكلي على موقع ديسكوغز (الإنجليزية)
- كريستين باكلي على موقع قاعدة بيانات الفيلم (الإنجليزية)
- كريستين باكلي على موقع كينوبويسك (الروسية)